# 沈恩綺
沈恩綺（1987年—），台灣設計師，時裝品牌7Crash創辦人。2013在義大利取得時尚管理學位，成立品牌「7Crash」。

## 早年
自幼喜歡動手改造服裝，志在服裝設計，考上真理大學應用外語系後曾與同學共同經營服飾網拍，為之後創業打下初步的基礎和累積相關經驗。大學畢業之後即進入伊林模特兒公司從事行銷工作。

## 經歷

### 創業
工作之后，她到實踐進修推廣部進修服裝設計。結業後，從髮飾開始，設計製作自己的產品。2011年她報名參加台北魅力時裝秀入圍，為了提交時裝秀要求的至少10套的設計系列，她才正式開始設計服裝、研究如何製作。她發表了第一個服裝設計系列，並獲選年度新銳設計師，正式展開服裝設計師之路。

### 成立品牌
2013年自義大利米蘭藝術大學進修時尚管理，取得學位後返台建立品牌。同年底，Fasttrack（捷進國際整合行銷公司）相中7Crash的潛力，開始與沈恩綺合作，將7Crash品牌推向國際。

### 事業發展
2014到香港參加Fashion Forward Festival開始，2015年受邀參加韓國亞洲模特兒時尚秀，為第一個登上該秀的台灣品牌。同年底在溫哥華時裝周發表2016春夏系列，成為開幕晚會的開場設計師之一。2016年初在紐約時裝周秋冬時裝秀發表2017秋冬系列。当年底參加上海時裝周，于展会上获邀參加年底中國國際時裝周展會。

### 其他事業
沈恩綺於2015年設立實體複合式概念店「Crash  Café」與「Brand Talk品牌說」平台，不定期舉辦講座課程與研討會。陳恩綺同時也是專欄作家，曾以筆名「Miss Number數字小姐」在Filper開設專欄分享她的時尚之路。

## 外部連結
- 數字小姐Miss Number專欄 （页面存档备份，存于）
- 7crash品牌官方網站 （页面存档备份，存于）
- Crash Concept
- Brand Talk品牌說